# Meningen med Flemming
|  | Denne artikel er oprettet af botten PalnaBot ud fra en ekstern database. Den kan derfor have sproglige fejl eller mangler. Denne skabelon kan fjernes efter kontrol af indholdet. |

Meningen med Flemming er en kortfilm fra 2001 instrueret af Ole Stenum efter manuskript af Nikolaj Arcel, Ole Stenum.

## Handling
En film om dødsangst, der bliver til livsangst. Meningen Med Flemming er historien om en hypokonder der får at vide at han skal dø. Det gør ham meget lykkelig og afklaret. Han ser det som en sejr at overbevise verden om sin dødelige sygdom. Men passer det at han virkelig skal dø? Kan han stole på lægens dom over ham? Vi har alle en Flemming inde i os - nogle af os har bare sværere ved at styre ham end andre.... Filmen er en hyldest til livet, som bliver ødelagt, hvis man bliver sygelig optaget af døden.